# Storuman
Storuman es un municipio de la provincia de Västerbotten, al norte de Suecia. Por extensión es el décimo municipio sueco, con 7487,2 km² aunque tiene una densidad de población de un habitante por kilómetro cuadrado. La sede del gobierno local está en Storuman con 2400 habitantes. otras ciudades son Stensele, Gunnarn, y Tärnaby. 